# آرش (منظومة رادار)
آرش: هو نظام رادار متوسط وبعيد المدى أنشأته قوات الدفاع الجوي لجمهورية إيران. ويأتي بنسختين هما رادار آرش 1، ورادار آرش 2 مزدوج الأبعاد الذي يتميز بأنه قادر على رصد نطاق الأهداف بزاوية 360 درجة وارتفاع (100) ألف قدم. ان المهمة الأساسية لهذا النظام الراداري هي كشف وتحديد الأهداف، حيث له القدرة على رصد الطائرات بدون طيار، كما ويُستَخدَم أيضاً في مجال الحرب الإلكترونية، وقد دخل في الخدمة في شبكة الدفاع الجوي الشاملة للبلاد منذ سنة 2013م. وتُعَد منظومة آرش الرادارية مكمّلة للقدرة الرادارية في جميع الذبذبات (HF/ UHF/ VHF)، الأمر الذي جعل من شبكة الدفاع الجوي الإيرانية الشاملة أكثر قوة في مواجهة الحرب الإلكترونية. وتتميز هذه المنظومة الرادارية بإن مراحل صيانتها وتصليحها سهلة جداً. بالإضافة إلى أنها توفر مدى بعيداً وقدرة مناسبة للشبكة الشاملة للدفاع الجوي في جمهورية إيران.

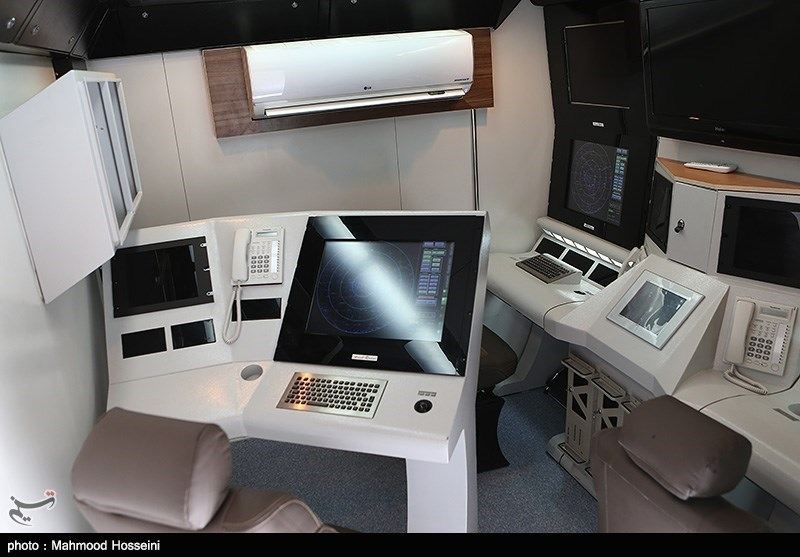
داخل وحدة التحكم في رادار آرش 2

## نبذة مختصرة عن صناعة الرادارات في جمهورية إيران
عمدت جمهورية إيران إلى تصنيع منظومات دفاع جوي ضخمة، وأوكلت مهمة جعل الأجواء الإيرانية من أكثر الأجواء أمناً بشكل أساسي إلى الرادارات المتطورة التي تستطيع كشف كل الأهداف المعادية والتعامل معها بوقت لا يتعدى أجزاء من الثانية. وتمتلك جمهورية إيران منظومة رادارات ضخمة ومتطورة يصل عددها إلى المئات قادرة على تتبع عدد هائل من الأهداف مثل (رادار فجر 2، قدير، عليم، حافظ، مصباح، أفق، قمر-معراج، عصر، فتح 14، شهاب، آرش، وكيهان). وان إحدى الإبتكارات العسكرية الإيرانية التي جعلت من إسقاط الصواريخ وطائرات الإستطلاع إضافةً لحماية النقاط والمنشآت الحساسة أمراً يسيراً هو وَصل الصواريخ والمدفعية المضادة للطائرات برادارات متطورة وتشغيلها ضمن مجموعة من خلال برامج لديها القدرة على توجيه الغطاء الناري بدقة بحيث تصبح مربعاً من الشظايا في الأجواء. فقد إستطاعت إيران بذلك إضافةً لأنظمة الرادار والردع تأمين تغطية شبه كاملة للمجال الجوي الإيراني. بعد هذا التطور من قِبَل جمهورية إيران في مجال تقنیة الرادارات، إستطاعت رصد أجواء المنطقة برادارات محلية الصنع. حيث رصدت سنة 2017م (1.5) مليون رحلة جوية (طائرات مدنیة، مقاتلات، طائرات دون طیار). فقد تمکنت خلال السنوات الماضیة من الحصول علی تقنیة رادارات متطورة وصنعت هذه الرادارات في نطاقات مختلفة نحو ال (باند- اس) (باند- ایکس) (باند- اتش اف- یو اتش اف- في اتش اف - نبض دوبلر.) کذلك إستطاعت جمهورية إيران من صنع رادارات في مديات مختلفة وهکذا تستطیع رفع أکثر حاجاتها في مجال الرادارات.

## كشف النقاب
أعلنت المؤسسة العسكرية الإيرانية في سنة 2013م تدشين الرادار آرش المتطور بعيد المدى ليدخل الخدمة في شبكة الدفاع الجوي للبلاد. فقد تم الإعلان الرسمي عن رادار آرش-1 من قِبَل قائد مقر (خاتم الأنبياء) للدفاع الجوي التابع للجيش الإيراني العميد فرزاد إسماعيلي، الذي رعى حفل تدشين الرادار المصنع محلياً وبإمكانيات داخلية. حيث أكد أن هذا الرادار تم تصمیمه وتصنیعه من قبل الکوادر الشابة في مقر خاتم الأنبیاء للدفاع الجوي. كما أوضح ان الرادار سيتم توسیعه في المستقبل.

## نماذج المنظومة الرادارية آرش
▪آرش 1: هو أول نموذج لمنظومة آرش الرادارية. حيث قامت جمهورية إيران بصناعته وتشغيله من قِبَل خبرائها في مقر خاتم الأنبياء سنة 2013م. وقد دخل الخدمة الفعلية بعد إضافته لشبكة الدفاع الجوي الإيرانية.
▪آرش 2: تم الكشف عنه سنة 2014م. بمناسبة يوم الدفاع الجوي الإيراني المصادف في الأول من أيلول/ سبتمبر. بالإضافة إلى منظومات رادارية جديدة. وذلك بحضور قائد مقر خاتم الأنبياء للدفاع الجوي الإيراني العميد فرزاد اسماعيلي. واشتملت الإنجازات الجديدة التي تم عرضها (المنظومة الرادارية الشاملة كيهان، ومشروع نقل المعلومات هادي، ورادار مزدوج الأبعاد). فضلاً عن منظومات الطيران fic2، والمنظومة المساعدة للقادة ذات قابلية عرض مواقع الرصد واستقبال معلومات المنظومات الرادارية الأخرى. ويتميز رادار آرش 2 بمواصفات عديدة منها أنه مزدوج الأبعاد، ويمتلك قدرة رصد نطاق الأهداف بزاوية 360 درجة وارتفاع 100 ألف قدم.

## عرض المنظومة
عرضت جمهورية إيران في سنة 2019م منظومات الدفاع الجوي المصنوعة محلياً خلال مراسم الإستعراض العسكري بالعاصمة الإيرانية طهران بمناسبة يوم الجيش. بحضور الرئيس الإيراني السابق حسن روحاني ورئيس هيئة الأركان العامة للقوات المسلحة اللواء محمد باقري وكبار القادة العسكريين من الجيش والحرس الثوري وقوات الشرطة. وتم إستعراض كلٌ من منظومة الدفاع الصاروخي (اس 300) مع الصواريخ والرادارات ذات الصلة ومنظومة (تلاش) المحلية الصنع ومنظومتي (صياد 2  وصياد 3) الصاروخية. كما إستعرضت مجموعة من المعدات العسكرية المصنوعة في مقر خاتم الأنبياء للدفاع الجوي التابع للجيش بما فيها منظومة سراج ورادارات اسكاي غارد وقذائف حائل ورادارات معراج 4 ومنظومة صادق 3 ومنظومة مجيد ورادارات آرش وكاوش.

## ردود أفعال
إيران
قال العميد فرزاد إسماعيلي، قائد قوات الدفاع الجوي لجمهورية إيران، إن مجموعة رادار آراش قد إكتملت. كما وإن الرادار سيتم تطويره في المستقبل المنظور. وفي كلمة له خلال حفل تدشين رادار آرش أشار إسماعيلي، إلى ضرورة حماية أجواء البلاد، وقال إن هذا الرادار مكمّل للرادار المرحلي الذي تم تدشينه قبل عدة أشهر، وإن مراحل صيانته وتصليحه سهلة جداً. وأضاف ان هذا الرادار رغم بساطته، فإنه يوفر مدى بعيداً وقدرة مناسبة للشبكة الشاملة للدفاع الجوي في البلاد. وقال أيضاً إن الرادار (آرش) مكمّل للقدرة الرادارية في جميع الذبذبات (HF/ UHF/ VHF) وسيجعل شبكة الدفاع الجوي الشاملة في البلاد أكثر قوة في مواجهة الحرب الإلكترونية.

## طالع ايضاً
- مطلع الفجر (رادار)
- رادار
- رادار القياس والتوقيع المخابراتي
- رادار قياس الأرض
- رادار الطقس
- رادار دوبلر
- رادار الموجة المتصلة
- رادار سلبي
- رادار الفتحة التركيبية
- رادار AN-43
- رادار AN-117
- رادار سرعة أرضي

## وصلات خارجية
- أساسيات الرادار
- أرشيف من تاريخ الرادار
- كتب الكترونية تعليمية عن الموجات الراديوية
- تاريخ الرادار
- تعريف تقنية الرادار
- كتاب مبادئ الرادار، كتاب منهجي باللعة العربية، تأليف د. مؤتمن ميرغني